# Atilio Rapat
Atilio Rapat  (Montevideo, 3 de julio de 1905 - ibíd. 17 de julio de 1988) fue un músico uruguayo, guitarrista, compositor y docente considerado uno de los más grandes maestros de la guitarra. [cita requerida] Algunos de sus discípulos más destacados a nivel nacional e internacional fueron los guitarristas (en orden alfabético): Óscar Cáceres, Álvaro Córdoba, Oribe Dorrego, Carlos Pedemonte, Antonio Pereira Arias, Amílcar Rodríguez Inda y Daniel Viglietti. También en el ámbito de la guitarra popular guio y aconsejó a muchos músicos como Jorge Cafrune, Santiago Chalar, Los Olimareños (José "Pepe" Guerra y Braulio López), Osiris Rodríguez Castillos, entre muchos otros.

## Historia
Nació en un hogar humilde. Con una guitarra rudimentaria aprendió por sí mismo los sonidos, y sacaba “de oído” las composiciones.
Su padre le envió entonces a estudiar con el maestro Felipe Irrazábal.
Estudio unos meses, luego dejó. Los ingresos familiares no alcanzaban para pagar las clases. 
Rapat pasó cinco años tocando solo, estudiando solo. Conociendo el instrumento, adivinando sus recursos. Hasta que supo de un concierto que iba a dar la guitarrista María Luisa Anido. Juntó el dinero, como pudo, y fue al teatro. Tocó María Luisa una canción española. Preguntó al que estaba sentado a su lado de quien era esa canción, “de Tárrega”, le respondieron. Salió fascinado. Al poco tiempo consiguió la partitura, era “Recuerdos de la Alhambra”. Le costó tres días sacarla, pero sintió la inmensa alegría que experimenta todo aquel que tiene una vocación: vencer las dificultades por sí mismo.
Rapat aprendió sobre las propias obras, con lentitud, en una paulatina asimilación. 
Superándose en cada intento. Su padre había conocido entonces a Manuel Gabín, un fabricante de guitarras que le prestaba músicas. A los dos años, había adelantado mucho. Ya comenzaba a sentir la seguridad de sí mismo, y empezó a dar clases. Por nada. Por un paquete de cigarrillos, por una charla amistosa. Atilio Rapat vivía en otro mundo.
Tenía la complicidad de la música, sabía que ella es un momento de respiración en que uno vuelve sobre sí mismo. Y esto le parecía indispensable.
Fue en su época una de las guitarras mejor dotadas; pero una bohemia incorregible le hizo tañer únicamente, exclusivamente para su propio goce, y no por egoísmo sino por temperamento.
Rapat vivía en un pequeño apartamento interior de la calle Comercio en el barrio del Buceo, en Montevideo, donde dictaba clases. En un tiempo sin fotocopiadoras, Rapat ocupaba buena parte de la clase a escribir de memoria las partituras más complicadas en el cuaderno de música de cada alumno. Con la guitarra a su costado, casi no recurría a ella, sino que con la mano izquierda en el aire imaginaba la digitación que anotaba con bolígrafos de distinto color. Sus digitaciones eran infinitamente pensadas. Rigurosas hasta decir basta. Nada lo apuraba en el afán de cada dedo de la mano izquierda y también de la derecha fuera el más adecuado en la sucesión de los sonidos que debían producir. 
Es conocido por impecables arreglos.[cita requerida]

## Actividad artística
Atilio Rapat, Abel y Agustín Carlevaro, Ramón Ayestarán, Olga Pierri, entre otros, fueron los primeros animadores de los conciertos del Centro Guitarrístico.
Realizó adaptaciones a obras de Fabini, destacándose El Poncho.
En 1989 Agustín Carlevaro editó con Ayuí Homenaje a Atilio Rapat donde se puede escuchar composiciones arregladas por ambos músicos.
El 17 de julio de 2025 se hizo un gran concierto "Homenaje a Atilio Rapat 120 años" en Sala Zitarrosa (Montevideo) en el cual participaron numerosos músicos entre los cuales se contaban varios de sus discípulos:
La conducción del evento estuvo a cargo del locutor, poeta, periodista y escritor Ignacio "Nacho" Suárez.
Hicieron uso de la palabra al inicio del evento fue el siguiente:los organizadores prof. Guzmán Trinidad, dr. Álvaro Córdoba y la hija del maestro Celina Rapat. 
La Sala Zitarrosa estaba prácticamente colmada. 